# Barcenillas del Rivero
Barcenillas del Rivero o Barcenillas del Ribero es una localidad situada en la provincia de Burgos, comunidad autónoma de Castilla y León (España), comarca de Las Merindades, partido judicial de Villarcayo, ayuntamiento de Merindad de Montija.

## Geografía
Situado 5 km  al sur de  Villasante ,  capital del municipio;  12  de Villarcayo, cabeza de partido, y  87 de Burgos. 
En la carretera nacional  N-629 , donde circula la línea de autobuses Burgos-Espinosa de los Monteros.

## Demografía
En el censo de 1950 contaba con  100 habitantes, reducidos a 62 en el padrón municipal de 2007.

## Historia
Lugar  en la Merindad de Montija  en el  Corregimiento de las Merindades de Castilla la Vieja, jurisdicción de realengo con regidor pedáneo.
A la caída del Antiguo Régimen queda agregado al ayuntamiento constitucional   de Merindad de Montija , en el partido de Villarcayo perteneciente a la región de  Castilla la Vieja.
La iglesia, escuela y cementerio fueron financiadas por Don Eusebio de Guinea.

## Parroquia
Iglesia católica de la  Natividad de Nuestra Señora , dependiente de la parroquia de Baranda de Montija en el Arcipestrazgo de Merindades de Castilla la Vieja, diócesis de Burgos
.